# Jacques-Henri Laurenceot
Jacques-Henri Laurenceot, né le 18 janvier 1763 à Arbois (province de la Franche-Comté, actuel département du Jura) et décédé à Mâcon le 19 août 1833, est un homme politique de la Révolution française. 

## Biographie

### Carrière prérévolutionnaire
Jacques-Henri Laurenceot est le fils de Claude Philibert Laurenceot, avocat en Parlement, et son oncle Jacques-Henri Maître de Vauxelle, est « chevalier de l'Ordre militaire de Saint-Louis et capitaine ancien dans les grenadiers royaux ».  

### Député du Jura à la Convention

#### Le girondin
En septembre 1792, alors qu'il est capitaine du douzième bataillon de volontaires du Jura, Jacques-Henri Laurenceot est élu député du département du Jura, le deuxième sur huit, à la Convention nationale.
Il siège sur les bancs de la Gironde. Lors du procès de Louis XVI, il vote « la détention puis le bannissement à la paix » et se prononce en faveur de l'appel au peuple et du sursis à l'exécution. En avril 1793, il vote en faveur de la mise en accusation de Jean-Paul Marat. Celui-ci le dénonce un mois plus tard dans son journal comme membre de la « faction des hommes d'État ». En mai, il vote en faveur du rétablissement de la Commission des Douze. En octobre, pour avoir signé une protestation contre les journées du 31 mai et du 2 juin, Laurenceot et soixante-douze autres députés sont décrétés d'arrestation sur motion de Jean-Pierre-André Amar, membre du Comité de Sûreté générale. Dans son récit L'Agonie de dix mois, son collègue et codétenu Jean Dominique Blanqui rapporte qu'il tombe malade durant sa détention. En brumaire an III, Laurenceot et d'autres députés détenus sont autorisés à se retirer à leur domicile pour des raisons de santé. En frimaire (décembre), tous les députés sont libérés et réintégrés à leur poste.

#### Envoyé en mission dans les départements en l'an III
En pluviôse an III (janvier 1795), Jacques-Henri Laurenceot est envoyé en mission dans le département du Loir-et-Cher. Ses compétences sont étendus aux départements du Cher et de la Nièvre en ventôse et en germinal (mars). Au mois de prairial (mai), il est envoyé en Charente, en Charente-Inférieure, dans les Deux-Sèvres et dans la Vienne afin d'y contrôler l'état des subsistances. 

### Conseil des Cinq-Cents et retour à la vie civile
En vendémiaire an IV, il est réélu au Conseil des Cinq-Cents par pas moins de treize départements. Il opte à nouveau pour celui du Jura, qui l'a choisi par 279 voix sur 291 votants. Il se fait peu remarquer dans cette nouvelle assemblée, ne prenant qu'à de rares reprises la parole. Il sort finalement de ce Conseil en l'an VIII.
Il refuse ensuite les différents postes qui lui sont proposés. Il accepte seulement une très modeste place de sous-inspecteur à la réorganisation de l'inspection des forêts dans l’arrondissement de Dole. Il occupe cette place jusqu'en 1827, date à laquelle l'âge l'oblige à prendre sa retraite.

### Fonctions en 1830
Avec la Révolution des Trois Glorieuses en 1830, il fait son retour sur la scène politique. Il est en effet élu par ses concitoyens d'Arbois président de l'administration municipale provisoire. Nommé pour rétablir l'ordre, il démissionne de ses fonctions une fois les esprits apaisés.
Il meurt trois années plus tard en 1833, à l'âge de 70 ans.

## Sources
- « Jacques-Henri Laurenceot », dans Adolphe Robert et Gaston Cougny, Dictionnaire des parlementaires français, Edgar Bourloton, 1889-1891 [détail de l’édition]
- Jean Baptiste Robert, Vie politique de tous les députés à la Convention nationale, 1814
- Louis-Gabriel Michaud, Biographie universelle ancienne et moderne, 1843
- Albert Mathiez, La réaction thermidorienne, Paris, Armand Colin, 1929